# Kopalino
Kopalino (kaszb. Kòpalëno) – wieś kaszubska w Polsce położona w województwie pomorskim, w powiecie wejherowskim, w gminie Choczewo na obszarze Pobrzeża Kaszubskiego.
Wieś jest siedzibą sołectwa Kopalino, w którego skład wchodzą również miejscowości: Lubiatowo i część wsi Lubiatowo – Szklana Huta. Położenie w odległości niecałych 2 km od plaży nad Bałtykiem przyśpieszyło proces przekształcania się wioski w miejscowość turystyczno-letniskową.
W latach 1975–1998 miejscowość administracyjnie należała do województwa gdańskiego.
W latach 1865–1945 działała tu stacja ratownicza.
Inne miejscowości ze zbliżonym prefixem do Kopalin: Kopaliny, Kopalina.

## Demografia
Współczesna struktura demograficzna wioski Kopalino na podstawie danych z lat 1995–2009 według roczników GUS-u, z prezentacją danych z 2002 roku:
| WYSZCZEGÓLNIENIE | WYSZCZEGÓLNIENIE | WYSZCZEGÓLNIENIE | WYSZCZEGÓLNIENIE | WYSZCZEGÓLNIENIE | J. m.       | POPULACJA MIESZKAŃCÓW (w przedziałach wiekowych w 2002 roku) | POPULACJA MIESZKAŃCÓW (w przedziałach wiekowych w 2002 roku) | POPULACJA MIESZKAŃCÓW (w przedziałach wiekowych w 2002 roku) | POPULACJA MIESZKAŃCÓW (w przedziałach wiekowych w 2002 roku) | POPULACJA MIESZKAŃCÓW (w przedziałach wiekowych w 2002 roku) | POPULACJA MIESZKAŃCÓW (w przedziałach wiekowych w 2002 roku) | POPULACJA MIESZKAŃCÓW (w przedziałach wiekowych w 2002 roku) | POPULACJA MIESZKAŃCÓW (w przedziałach wiekowych w 2002 roku) | POPULACJA MIESZKAŃCÓW (w przedziałach wiekowych w 2002 roku) | POPULACJA MIESZKAŃCÓW (w przedziałach wiekowych w 2002 roku) |
| WYSZCZEGÓLNIENIE | WYSZCZEGÓLNIENIE | WYSZCZEGÓLNIENIE | WYSZCZEGÓLNIENIE | WYSZCZEGÓLNIENIE | J. m.       | OGÓŁEM                                                       | 0-9                                                          | 10-19                                                        | 20-29                                                        | 30-39                                                        | 40-49                                                        | 50-59                                                        | 60-69                                                        | 70-79                                                        | 80+                                                          |
| ---------------- | ---------------- | ---------------- | ---------------- | ---------------- | ----------- | ------------------------------------------------------------ | ------------------------------------------------------------ | ------------------------------------------------------------ | ------------------------------------------------------------ | ------------------------------------------------------------ | ------------------------------------------------------------ | ------------------------------------------------------------ | ------------------------------------------------------------ | ------------------------------------------------------------ | ------------------------------------------------------------ |
| I.               | OGÓŁEM           | OGÓŁEM           | OGÓŁEM           | OGÓŁEM           | os.         | 155                                                          | 19                                                           | 45                                                           | 12                                                           | 24                                                           | 25                                                           | 8                                                            | 11                                                           | 9                                                            | 2                                                            |
| I.               | –                | odsetek          | odsetek          | odsetek          | %           | 100                                                          | 12,3                                                         | 29                                                           | 7,7                                                          | 15,5                                                         | 16,1                                                         | 5,2                                                          | 7,1                                                          | 5,8                                                          | 1,3                                                          |
| I.               | 1.               | WEDŁUG PŁCI      | WEDŁUG PŁCI      | WEDŁUG PŁCI      | WEDŁUG PŁCI | WEDŁUG PŁCI                                                  | WEDŁUG PŁCI                                                  | WEDŁUG PŁCI                                                  | WEDŁUG PŁCI                                                  | WEDŁUG PŁCI                                                  | WEDŁUG PŁCI                                                  | WEDŁUG PŁCI                                                  | WEDŁUG PŁCI                                                  | WEDŁUG PŁCI                                                  | WEDŁUG PŁCI                                                  |
| I.               | 1.               | A.               | Mężczyzn         | Mężczyzn         | os.         | 85                                                           | 13                                                           | 25                                                           | 7                                                            | 11                                                           | 18                                                           | 3                                                            | 3                                                            | 5                                                            | –                                                            |
| I.               | 1.               | A.               | –                | odsetek          | %           | 54,8                                                         | 8,4                                                          | 16,1                                                         | 4,5                                                          | 7,1                                                          | 11,6                                                         | 2                                                            | 1,9                                                          | 3,2                                                          | –                                                            |
| I.               | 1.               | B.               | Kobiet           | Kobiet           | os.         | 70                                                           | 6                                                            | 20                                                           | 5                                                            | 13                                                           | 7                                                            | 5                                                            | 8                                                            | 4                                                            | 2                                                            |
| I.               | 1.               | B.               | –                | odsetek          | %           | 45,2                                                         | 3,9                                                          | 12,9                                                         | 3,2                                                          | 8,4                                                          | 4,5                                                          | 3,2                                                          | 5,2                                                          | 2,6                                                          | 1,3                                                          |

| I. | OGÓŁEM | OGÓŁEM  | OGÓŁEM            | OGÓŁEM            | OGÓŁEM            | os.     | 155     | 85      | 70      |         |         |         |         |         |         |         |         |         |         |         |
| I. | –      | odsetek | odsetek           | odsetek           | odsetek           | %       | 100     | 54,8    | 45,2    |         |         |         |         |         |         |         |         |         |         |         |
| I. | 1.     | W WIEKU | W WIEKU           | W WIEKU           | W WIEKU           | W WIEKU | W WIEKU | W WIEKU | W WIEKU | W WIEKU | W WIEKU | W WIEKU | W WIEKU | W WIEKU | W WIEKU | W WIEKU | W WIEKU | W WIEKU | W WIEKU | W WIEKU |
| I. | 1.     | A.      | Przedprodukcyjnym | Przedprodukcyjnym | Przedprodukcyjnym | os.     | 59      | 36      | 23      |         |         |         |         |         |         |         |         |         |         |         |
| I. | 1.     | A.      | –                 | odsetek           | odsetek           | %       | 38,1    | 23,2    | 14,9    |         |         |         |         |         |         |         |         |         |         |         |
| I. | 1.     | B.      | Produkcyjnym      | Produkcyjnym      | Produkcyjnym      | os.     | 75      | 42      | 33      |         |         |         |         |         |         |         |         |         |         |         |
| I. | 1.     | B.      | –                 | odsetek           | odsetek           | %       | 48,4    | 27,1    | 21,3    |         |         |         |         |         |         |         |         |         |         |         |
| I. | 1.     | B.      | a.                | mobilnym          | mobilnym          | os.     | 54      | 29      | 25      |         |         |         |         |         |         |         |         |         |         |         |
| I. | 1.     | B.      | a.                | –                 | odsetek           | %       | 34,8    | 18,7    | 16,1    |         |         |         |         |         |         |         |         |         |         |         |
| I. | 1.     | B.      | b.                | niemobilnym       | niemobilnym       | os.     | 21      | 13      | 8       |         |         |         |         |         |         |         |         |         |         |         |
| I. | 1.     | B.      | b.                | –                 | odsetek           | %       | 13,6    | 8,4     | 5,2     |         |         |         |         |         |         |         |         |         |         |         |
| I. | 1.     | C.      | Poprodukcyjnym    | Poprodukcyjnym    | Poprodukcyjnym    | os.     | 21      | 7       | 14      |         |         |         |         |         |         |         |         |         |         |         |
| I. | 1.     | C.      | –                 | odsetek           | odsetek           | %       | 13,5    | 4,5     | 9       |         |         |         |         |         |         |         |         |         |         |         |